# 裂肉獸
裂肉獸（Sarkastodon）是巨型的肉食性哺乳動物，生存於3500萬年前的始新世蒙古，屬肉齒目。裂肉獸像熊，但體型較大，和其他肉齒目成員一樣為超級食肉動物，主要獵食大型動物，可能會獵食雷獸。其化石在蒙古被發現。

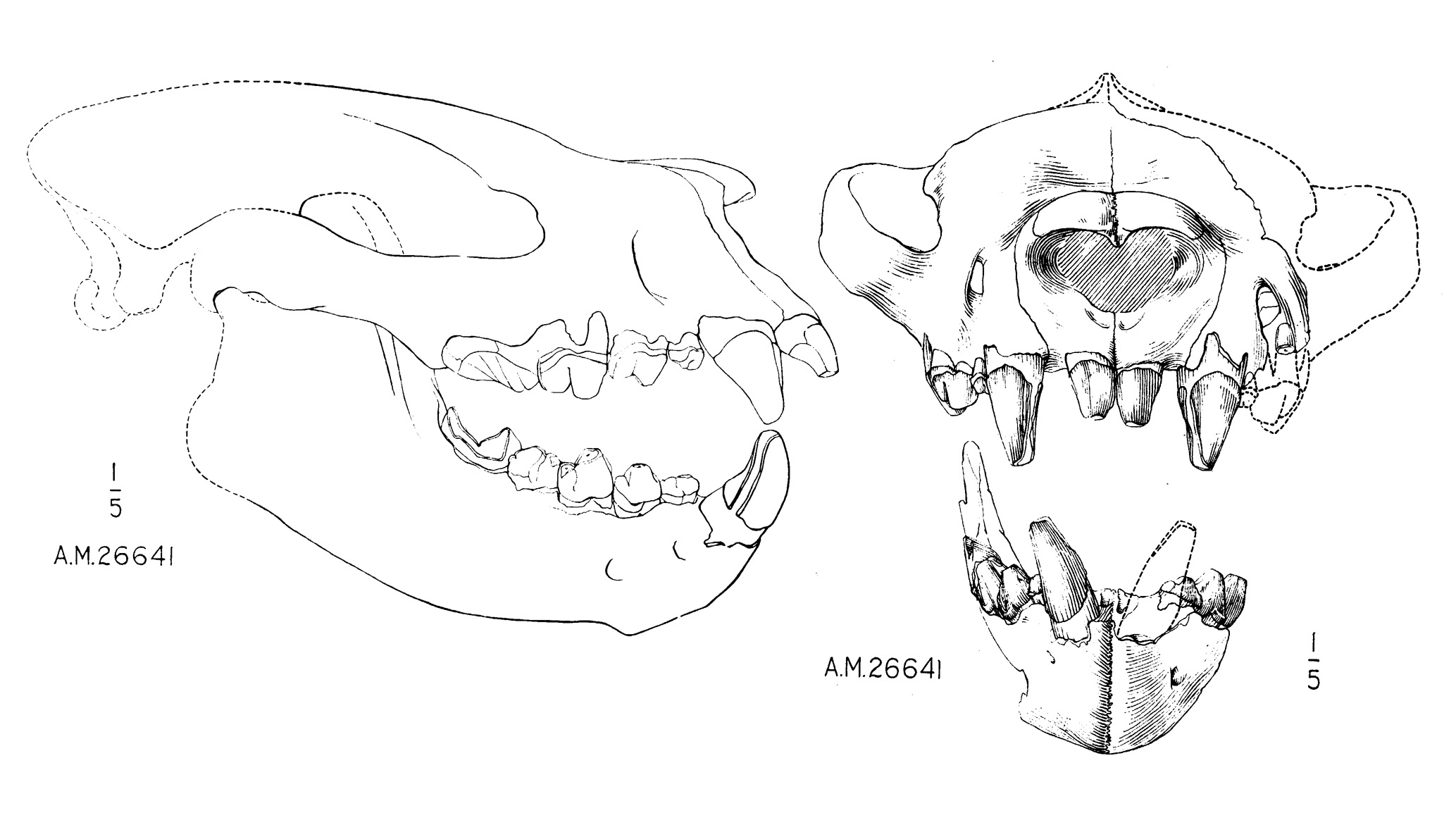
裂肉獸的頭顱骨。

裂肉獸肩高1.8米，身體長3米并很粗壯，有像浣熊尾巴的大尾。以後肢站立時，其前爪可以抓到高5.5米的物件。裂肉獸估計重約800（1,800磅），與瘦小的犀牛相約。由於始新世的中亞是大型動物的聚居地，如犀牛、雷獸及爪獸，故相信牠們演化成如此的大小來獵食這些大型獵物。裂肉獸的牙齒類似鬣狗，適應於咬碎骨頭與嚼食多種食物，可能像現今的棕熊般生活。但是肉齒目的牙齒排列與食肉目的有所不同。
裂肉獸最終被食肉目所取代。這個過程歷時達數千萬年，而真正的原因卻仍然不明。其中一個可能是食肉目（如較瘦小的郊熊）在競爭上勝過了肉齒目（如裂齒獸）。郊熊與裂齒獸都是像熊的掠食者，有強壯的身體及咬碎食物的顎部，但郊熊可以吃植物及瘦小的動物。裂肉獸約於3000萬年前消失，而郊熊則一直延續至150萬年前。雖然這個理論未被證實，但牠們在中亞是有可能存在競爭的。

## 外部連結
- Artistic reconstruction of Sarkastodon（页面存档备份，存于）